# Convención de Pekín (1895)
La Convención de Pekín fue un tratado diplomático entre el Imperio Japonés y el Imperio Chino firmado el 8 de noviembre de 1895. El tratado suponía la rectificación del Tratado de Shimonoseki acordado el 17 de abril de 1895, y que había puesto fin a la Primera Guerra Sino-japonesa iniciada en 1894.

## Antecedentes
En los últimos años del siglo XIX y principios del siglo XX, varios países occidentales compitieron por influencia, comercio y territorio en Asia Oriental. Mientras, Japón se esforzaba por convertirse en una gran potencia moderna a partir de la Revolución Meiji.
El poderío japonés se tradujo en una línea militarista y expansionista, su situación geográfica lo alentó a enfocarse en Corea y el norte de China, lo que chocaba con los intereses expansionistas rusos. El esfuerzo japonés por ocupar Corea condujo a la Primera Guerra Sino-Japonesa. La derrota china por parte del Japón condujo al Tratado de Shimonoseki (17 de abril de 1895), por el cual China renunciaba a sus reclamaciones sobre Corea, cediendo además Formosa, la península de Liaodong (provincia de Fêngtien)y su base de Port Arthur y el archipiélago de las Islas Pescadores. Sin embargo, la presión occidental (por parte del Imperio ruso, Imperio alemán y Francia) obligó al Japón a devolver Fêngtien a China (Triple Intervención diplomática del 23 de abril de 1895).

## Presión diplomática
Las potencias de la Triple Intervención obligaron a Japón a devolver la provincia de Fêngtien a cambio de una compensación económica. La presión diplomática liderada por el Imperio ruso está orientada a favorecer los intereses rusos en esa zona de China para garantizar un puerto en aguas cálidas para la flota rusa. El Imperio ruso arrastró a Francia gracias a su alianza de 1892 y al Imperio alemán que buscaba, por un lado, neutralizar cualquier alianza de Francia y por otro lado, hacerse con el control de alguna concesión portuaria en China.
La falta de apoyo a las demandas japonesas por parte británica, cuya política se orientaba hacia el mantenimiento del statu quo en la zona, así como la oposición de tres grandes potencias obligaron al gobierno imperial a aceptar una revisión del tratado de Shimonoseki.

## Convención de Pekín
El 8 de noviembre de 1895 los estados de China y Japón llegaba a un acuerdo para la revisión de las cláusulas del tratado de Shimonoseki que había puesto fin a la guerra entre ambas naciones.
Firmantes:
- Imperio Chino, representado por el ministro plenipotenciario Li Hongzhang.
- Imperio Japonés, representado por el ministro plenipotenciario el barón Hayashi Tadasu.

El tratado establecía los siguientes artículos:

- Artículo 1

Japón devuelve a China a perpetuidad y la plena soberanía de la parte sur de la provincia de Fengtien, que fue cedida a Japón en virtud del artículo 2 del Tratado de Shimonoseki a los 23 días del mes tercero del año 21 de Kuang Hsu, correspondiente a la día 17 del 4 º mes del año 28 de Meiji, junto con todas las fortificaciones, arsenales, y al respeto a la propiedad pública a la vez que se completa el territorio retrocedido evacuado por las fuerzas japonesas de conformidad con lo dispuesto en el artículo 3 del presente Convenio, es decir, la parte sur de la provincia de Fengtien desde la desembocadura del río Yalu hasta la desembocadura del río An-ping, de allí a Feng-huang-Chen, de allí a Hai-cheng y de ahí a Ying -kow; también todas las ciudades y pueblos del sur de esta frontera y las islas pertenecientes o perteneciente a la provincia de Fengtien situado en la parte oriental de la Bahía de Liaotung y en la parte norte del Mar Amarillo. El artículo 3 del Tratado de Shimonoseki, en consecuencia, es suprimido, como lo son también las disposiciones del mismo Tratado en relación con la conclusión de un convenio para regular las relaciones y el comercio fronterizo.
- Artículo 2

Como compensación por la parte sur de la provincia de Fengtien, el Gobierno chino se comprometen a pagar al Gobierno japonés 30.000.000 taels Kuping en o antes del día 30 del mes noveno del año 21 de Hsu Kuang, correspondientes a los 16 días de la mes 11 del año 28 de Meiji.
- Artículo 3

Dentro de los tres meses siguientes a la fecha en que China haya pagado a Japón la indemnización compensatoria de 30.000.000 taels Kuping previstas en el artículo 2 del presente Convenio, el territorio retrocedido quedarán completamente evacuado por las fuerzas japonesas.
- Artículo 4

China se compromete a no castigar de ninguna manera, ni a permitir ser castigados, los súbditos chinos que tienen de alguna manera comprometida relación con la ocupación de las fuerzas japonesas del territorio retrocedido.
- Artículo 5

El presente Convenio se firma en dos ejemplares, en los idiomas chino, japonés e inglés. Todos estos textos tienen el mismo significado y la intención, pero en caso de cualquier diferencia de interpretación entre los textos en chino y japonés, estas diferencias se decidirá en función del texto en inglés.
- Artículo 6

El presente Convenio será ratificado por Su Majestad el Emperador de China y Su Majestad el Emperador del Japón y las ratificaciones se canjearán en Pekín dentro de los 21 días a partir de la presente fecha.
En fe de lo cual, los plenipotenciarios respectivos han firmado el mismo y fijado al mismo el sello de sus armas.
 Hecho en Pekín el día 22 del mes noveno del año 21 de Hsu Kuang, correspondiente al día 8 del mes 11 del año 28 de Meiji.

## Consecuencias
En 1896, y para indignación del gobierno japonés, Rusia firmaba con el Imperio chino un tratado de arrendamiento de Port Arthur, que fue convertida en base naval, pasando casi de inmediato a ocupar toda Manchuria. Las potencias europeas se aprovecharon de la debilidad de China para apoderarse de sus ciudades portuarias y ampliar sus esferas de influencia, proceso que fue iniciado por el Imperio alemán arrebatando por la fuerza Tsingtao en 1897.
Esta humillación a manos de las potencias europeas contribuyó a un sentimiento de agravio en Japón que se tradujo en un aumento de la industria pesada y de las fuerzas armadas, en especial la marina. Las consecuencias de esta convención y la posterior actitud rusa determinaron el acercamiento del Japón al Reino Unido y la causa directa de la Guerra Ruso-Japonesa (1904-05).